# Sakuraiit
Sakuraiit ist ein sehr seltenes Mineral aus der Mineralklasse der Sulfide und Sulfosalze. Es kristallisiert im kubischen Kristallsystem mit der chemischen Zusammensetzung (Cu,Zn,In,Fe,Sn)4S4 und bildet grünlich-graue Körner.

## Etymologie und Geschichte
Das Mineral wurde erstmals 1965 von Akira Kato in der Ikuno-Mine bei Asago in Japan gefunden. Er ermittelte zunächst eine tetragonale und pseudokubische Struktur mit der Zusammensetzung (Cu,Zn,Fe)3(In,Sn)S4 und sah das Mineral als Indium-Analogon des Kesterits. 1986 korrigierten dies Stephen Kissin und D’Alton Owens nach einer genaueren Kristallstrukturanalyse zu einer kubisch-primitiven Struktur.
Das Mineral ist nach dem japanischen Amateur-Mineralogen Kin-ichi Sakurai benannt.

## Klassifikation
In der veralteten 8. Auflage der Mineralsystematik nach Strunz gehörte der Sakuraiit zur Mineralklasse der „Sulfide und Sulfosalze“ und dort zur Abteilung „Sulfide mit M : S = 1 : 1“, wo er gemeinsam mit Briartit, Famatinit, Hocartit, Kësterit, Luzonit, Stannit und Stannoidit in der „Luzonit-Reihe“ mit der Systemnummer II/B.03a steht.
In der zuletzt 2018 überarbeiteten Lapis-Systematik nach Stefan Weiß, die formal auf der alten Systematik von Karl Hugo Strunz in der 8. Auflage basiert, erhielt das Mineral die System- und Mineralnummer II/C.06-130. Dies entspricht der Klasse der „Sulfide und Sulfosalze“ und dort der Abteilung „Sulfide mit dem Stoffmengenverhältnis Metall : S,Se,Te ≈ 1 : 1“, wo Sakuraiit zusammen mit Barquillit, Briartit, Černýit, Famatinit, Ferrokësterit, Hocartit, Kësterit, Keutschit, Kuramit, Luzonit, Permingeatit, Petrukit, Pirquitasit, Rhodostannit, Stannit, Toyohait und Velikit die „Stannitgruppe“ mit der Systemnummer II/C.06 bildet.
Die von der International Mineralogical Association (IMA) zuletzt 2009 aktualisierte 9. Auflage der Strunz’schen Mineralsystematik ordnet den Sakuraiit in die Klasse der „Sulfide und Sulfosalze (Sulfide, Selenide, Telluride, Arsenide, Antimonide, Bismutide, Sulfarsenide, Sulfantimonide, Sulfbismutide)“ und dort in die Abteilung „Metallsulfide, M : S = 1 : 1 (und ähnliche)“ ein. Hier ist das Mineral in der Unterabteilung „mit Zink (Zn), Eisen (Fe), Kupfer (Cu), Silber (Ag) usw.“ zu finden, wo es als einziges Mitglied eine unbenannte Gruppe mit der Systemnummer 2.CB.05b bildet.
In der vorwiegend im englischen Sprachraum gebräuchlichen Systematik der Minerale nach Dana hat Sakuraiit die System- und Mineralnummer 02.09.02.05. Das entspricht der Klasse der „Sulfide und Sulfosalze“ und dort der Abteilung „Sulfidminerale“. Hier findet er sich innerhalb der Unterabteilung „Sulfide – einschließlich Selenide und Telluride – mit der Zusammensetzung AmBnXp, mit (m+n):p=1:1“ in der „Stannitgruppe (Tetragonal: I42m) A2BCS-Typ“, in der auch Stannit, Černýit, Briartit, Kuramit, Hocartit, Pirquitasit, Velikit, Kësterit, Ferrokësterit und Barquillit eingeordnet sind.

## Bildung und Fundorte
Sakuraiit bildet sich unter hydrothermalen Bedingungen. Es ist vergesellschaftet mit Stannit, Sphalerit, Chalkopyrit, Kassiterit, Matildit, Cobalt-Arsenopyrit, Quarz und Calcit.
Neben der Typlokalität sind Funde lediglich noch aus der Toyoha-Mine bei Sapporo in Japan sowie Mina Pirquitas in der argentinischen Provinz Jujuy bekannt.

## Kristallstruktur
Sakuraiit kristallisiert im kubischen Kristallsystem in der Raumgruppe P43m (Raumgruppen-Nr. 215), P432 (Nr. 207) oder Pm3m (Nr. 221) mit dem Gitterparameter a = 5,46 Å sowie einer Formeleinheit pro Elementarzelle.